# Centaurea centauroides
Centaurea centauroides — вид квіткових рослин айстрових (Asteraceae). Ендемік півдня Італії.
Від основи сильних сріблясто-сірих розрізаних листків піднімаються жорсткі стебла з великими шишкуватими бутонами, які розкриваються в яскраві стерильні цикламеново-рожеві квіти. Період цвітіння: липень і серпень. 